# Монтеагудо де лас Викариас
Монтеагудо де лас Викариас (на испански: Monteagudo de las Vicarías) е община, разположена в провинция Сория, автономна област Кастилия и Леон, Испания. Според преброяването от 2004 г. на Националния институт по статистика на Испания общината има население от 268 жители.